# لی مو گه
لی مو گه (کره‌ای: 이모개) فیلم‌بردار اهل کره جنوبی و برندهٔ جایزه فیلمبرداری در جوایز اسکرین آسیا پاسیفیک به خاطر داستان دو خواهر، خوب، بد، عجیب و فیلم‌های دیگر است.

## فیلم‌شناسی
- Exhuma (۲۰۲۴)
- بهار در سئول (۲۰۲۳)
- شکار (۲۰۲۲)
- اعلام وضعیت اضطراری (۲۰۲۲)
- سوبوک (۲۰۲۱)
- مرا به خانه بیاور (۲۰۱۹)
- ایلانگ: تشکیلات گرگ (۲۰۱۸)
- جزیره کشتی جنگی (۲۰۱۷)
- خیلی خوبه (۲۰۱۵)
- من شیطان را دیدم (۲۰۱۰)
- سایه مرگ (۲۰۱۰)
- خوب، بد، عجیب (۲۰۰۸)
- Traces of Love (۲۰۰۶)
- The Wolf Returns (۲۰۰۴)
- Springtime (۲۰۰۴)
- داستان دو خواهر (۲۰۰۳)